# ترزا برو
ترزا برو (انگلیسی: Teresa Brewer؛ ۷ مهٔ ۱۹۳۱ – ۱۷ اکتبر ۲۰۰۷) خواننده پاپ فعال در دهه ۱۹۵۰ اهل ایالات متحده آمریکا بود. او خوانندهٔ محبوب و پرکاری بود و نزدیک به ۶۰۰ ترانه ضبط کرد.